# 新佩丘鄉
45°36′N 21°03′E / 45.600°N 21.050°E
新佩丘鄉（羅馬尼亞語：Comuna Peciu Nou, Timiș），是羅馬尼亞的鄉份，位於該國西部，由蒂米什縣負責管轄，面積124平方公里，海拔高度79米，2002年人口4,869，人口密度每平方公里39人。